# Kizilsu
Kizilsu är en autonom prefektur för kirgizer i Xinjiang i nordvästra Kina. Den ligger omkring 1 100 kilometer sydväst om regionhuvudstaden Ürümqi i Xinjiangs västraste del och gränsar till Kirgizistan och Tadzjikistan. Prefekturens namn betyder "rött vatten" på kirgiziska. 
Trots att kirgizerna är den titulära nationaliteten i den autonoma prefekturen består befolkningsmajoriteten av uigurer, vilket är en konsekvens av den kinesiska centralregeringens strävan att skapa regionala motvikter till den uiguriska folkgruppen i Xinjiang.

## Administrativ indelning
Kizilsu är indelat i en stad på häradsnivå och tre härad:
|    |                 |           |             |                                |                            |                        |            |                          |
| Nr | Namn            | Kinesiska | Pinyin      | Uiguriska (med arabisk skrift) | Uiguriska (latinsk skrift) | Befolkning (2003 est.) | Area (km²) | Befolkningstäthet (/km²) |
| 1  | Atush stad      | 阿图什市  | Ātúshí shì  | ئاتۇش شەھىرى                   | Atush Shehiri              | 210 000                | 15 698     | 13                       |
| 2  | Aqto härad      | 阿克陶县  | Ākètáo xiàn | ئاقتو ناھىيىسى                 | Aqto nahiyisi              | 170 000                | 24 555     | 7                        |
| 3  | Aqchi härad     | 阿合奇县  | Āhéqí xiàn  | ئاقچى ناھىيىسى                 | Aqchi nahiyisi             | 40 000                 | 11 545     | 3                        |
| 4  | Ulughchat härad | 乌恰县    | Wūqià xiàn  | ئۇلۇغچات ناھىيىسى              | Ulughchat nahiyisi         | 50 000                 | 19 118     | 3                        |

## Klimat
Genomsnittlig årsnederbörd är 146 millimeter. Den regnigaste månaden är juni, med i genomsnitt 20 mm nederbörd, och den torraste är oktober, med 2 mm nederbörd.